# كويكب سبار 2975
كويكب سبار 2975 Spahr ، التسمية المؤقتة 1970 AF1 ، هو كويكب ذو خلفية ساطعة من منطقة فلورا في حزام الكويكبات الداخلي ، قطره حوالي 6 كيلومتر (3.7 ميل) . تم اكتشافه في 8 يناير 1970 ، من قبل علماء الفلك الروس هيجنو بوتر و لوكالوف من مرصد سيرو إل روبل بالقرب من سانتياغو ، تشيلي. تبلغ فترة دوران الكويكب من النوع S أو النوعA نحو 9و11 ساعة. تم تسميته باسم تيموثي سبار ، عالم الفلك الأمريكي والمدير السابق لمركز الكواكب الصغيرة .

## المدار والتصنيف
سبار هو كويكب غير مصنف حتى الآن ينتمي لمجموعة خلفية عند تطبيق طريقة التجميع الهرمي على عناصره المدارية المناسبة . استنادًا إلى العناصر المدارية الكبلرية المتذبذبة ، تم تصنيف الكويكب أيضًا كعضو في عائلة فلورا ( 402 ) ، وهي عائلة كويكبات عملاقة ، وأكبر عائلة من الكويكبات الحجرية في الحزام الرئيسي.
يدور حول الشمس في حزام الكويكبات الداخلي على مسافة 2.0-2.5  AU مرة كل 3 سنوات و 4 أشهر (1232 يومًا ؛ المحور شبه الرئيسي 2.25  وحدة فلكية ). مداره ذو انحراف مركزي قدره 0.09 ، وميل 7 درجات بالنسبة لمسير الشمس .
شوهد الكويكب لأول مرة باسم 1957 HU{{{2}}} في مرصد جوهانسبرج-هارتبيسبورت ( 076) في أبريل 1957. يبدأ قوس مراقبة الجسم تحت اسم 1967 GH{{{2}}} في Crimea-Nauchnij في أبريل 1967 ، ما يقرب من 3 سنوات قبل ملاحظة الاكتشاف الرسمية من مرصد Cerro El Roble.

## الخصائص الفيزيائية
في التصنيف القائم على المسح الفلكي SDSS فإن سبار هو كويكب صخري من النوع S. يصنف مسح Pan-STARRS الجسم أيضًا على أنه نوع S ، بينما في كلٍّ من التصنيف الشبيه بـ Tholen و SMASS للمسح الطيفي لأجسام النظام الشمسي الصغير (S3OS2) ، يعتبر سبار أحد أنواع A غير الشائعة من أنواع الكويكبات .

### فترة الدوران
في ديسمبر 2009 ، تم الحصول على أول منحنى ضوئي دوار لـ سبار من الملاحظات الضوئية من قبل عالم الفلك الفرنسي الهاوي رينيه روي . أعطى تحليل منحنى ضوئي فترة دوران قدرها 11.946 ساعة مع سعة سطوع عالية نسبيًا تبلغ قدر ظاهري 0.47 .

### القطر والضياء
وفقًا للمسح الذي أجرته بعثة NEOWISE لمستكشف مسح الأشعة تحت الحمراء واسع النطاق التابع لناسا ، يبلغ قطر Spahr ما بين 5.919 و 6.032 كيلومترًا وسطحه ذو بياض مرتفع بين 0.4044 و 0.419. يفترض رابط Lightcurve التعاوني من الكويكب أن بياضًا يبلغ 0.24 - مشتق من 8 فلورا ، الجسم الأم لعائلة فلورا - وبالتالي يحسب قطرًا أكبر يبلغ 6.51 كيلومترًا باستخدام القدر المطلق 13.1.

## التسمية
تمت تسمية هذا الكوكب الصغير على اسم تيموثي بروس سبار (مواليد 1970) ، وهو مكتشف للكواكب والمذنبات الصغيرة مثل 171P / سبار و 242 P / سبار ، بالإضافة إلى مكتشف مشارك لـ Callirrhoe وAlbiorix (القمر) ، أقمار كوكب المشتري و زحل ، على التوالي. كان سبار يعمل مع Bigelow Sky Survey ، الذي بحث عن كواكب صغيرة في خطوط العرض العالية باستخدام تلسكوب كاتالينا شميدت الذي يبلغ قطره 0.41 مترًا. (تم استبدال هذا الاستطلاع بواسطة Catalina Sky Survey ). ترأس سباهر أيضًا مركز الكواكب الصغيرة (MPC) من عام 2000 إلى عام 2014. تم اقتراح اسم الكويكب من قبل كليات MPC التابعة له ، Brian Marsden ، و Gareth Williams و Stephen Larson ، ونشرته لجنة MPC في 3 مايو 1996 ( M.P.C. 27124 ).